# Rudolf Zwintscher
Rudolf Zwintscher (Leipzig, 13 mai 1871 – Dresde, 7 février 1946) est un pianiste et pédagogue de musique allemand.

## Biographie
La carrière musicale de Zwintscher est marquée par l'œuvre de son père, Bruno Zwintscher (1838–1905), élève de Moscheles et Louis Plaidy – lui-même disciple de Felix Mendelssohn au Conservatoire éponyme de Leipzig (où il travaille ensuite de 1875 à 1896). 
Bruno Zwintscher alors qu'il n'avait que 21 ans, est l'auteur de deux manuels sur la technique du clavier pour le Conservatoire, plusieurs fois réédité et traduit en anglais. Il est donc logique que, son fils, Rudolf Zwintscher, en 1890, y étudie le piano et la composition. 
Dans le contexte où Richard Strauss portait la musique dans le premier tiers du XXe siècle, Rudolf Zwintscher a contribué dans une large mesure, à l'enrichissement de la vie musicale Dresde. Entre 1891 et 1925, il a également une forte activité dans les salles de concert d'Europe et des États-Unis.
Il déclare qu'il est « lassé des exigences de la vie en société » dans une brève autobiographie, De 1919, jusqu'à sa mort, il vit dans le calme village Laubegast sur les rives de l'Elbe – incorporé à Dresde en 1921. C'est là que Zwintscher a créé un grand nombre de ses compositions et enseigné un grand nombre d'élèves.
Zwintscher avait deux Frères, le philologue Arthur Zwintscher (1867-1937) et le peintre Oskar Zwintscher (1870-1916).

## Réception
Malgré le vaste domaine des compositions de Zwintscher, ses œuvres sont aujourd'hui largement oubliées. « Il est grand temps que les artistes s'intéressent à nouveau aux compositions de cet homme, il y a principalement dans les domaines du piano, du chant accompagné et de la musique de chambre des trésors à découvrir. » Le fonds Zwintschers se trouve au département de la musique (cote : Mus.9833-...) et sa collection de manuscrits à la Bibliothèque de l'Université du Land de Bavière (cote : Mscr.Dresd.App.2479).
Le 30 juin 1946 à Dresde, seulement cinq mois après la mort de Zwintscher, une route que l'ancien Dresdre-Laubegast, la Nerhoffstraße, est rebaptisée en Rudolf Zwintscher Straße en son honneur. Pour l'appréciation immédiate, Dresde est dans la zone soviétique et probablement des références idéologiques ont été décisives : à l'origine adepte de la philosophie de Feuerbach, après la Première Guerre mondiale, Zwintscher penche pour le pacifiste, le socialiste et le communiste.

## Œuvre
Son œuvre comprend environ cent lieder, des pièces pour piano, de la musique de chambre, un duo pour violon et piano, une sonate pour piano, une sonate pour violoncelle et piano, un trio avec piano, un poème symphonique pour orchestre, un concerto pour piano et un l'opéra féerique Les Bourdons.